# Željka Cvijanović
Željka Cvijanović, născută Grabovac (sârbă chirilică: Жељка Цвијановић; n. 4 martie 1967, Teslić, Bosnia și Herțegovina) este o politiciană bosniacă, prim-ministrul al Republika Srpska pentru partidul SNSD. Ea a fost ministrul relațiilor economice și cooperare regională în vechiul guvern.

## Biografie
Înainte să-și dedice tot timpul politici, Cvijanović a fost profesoară de engleză. Ea a studiat la Facultatea de Filozofie din Sarajevo, Facultatea de Filozofie din Banja Luka și Facultatea de Drept din Banja Luka. Este profesoară de limba engleză și literatură și, de asemenea, deține un master în drept diplomatic și consular de la Școala de Drept din banja Luka pe "Statutul internațional și juridic al UE".
Cvijanović a lucrat ca profesoară de engleză, traducător senior și asistent pentru Misiunea de monitorizare a UE în Bosnia și Herțegovina. După aceea, a lucrat ca consilier în intergrarea europeană și cooperarea cu organizațiile internaționale pentru Primul-Ministru Milorad Dodik, șef al Cabinetului Afacerilor al Primului-Ministru Milorad Dodik și a administrat unitatea de coordonarea și integrare europeană.
În mandatul parlamentar 2010-2014 a fost membru extern al Comitetului pentru Integrare Europeană și Cooperare Regională al Întrunirii Naționale din Republika Srpska. Pe 29 debembrie 2010 a fost numită Ministru al Afacerilor Economice și Cooperare Regională în Guvernul Aleksandar Džombić, iar pe 12 martie 2013 a fost numită Prim-Ministru de către Președintele Milorad Dodik, fiind prima femeie care ocupă această funcție.
La alegerile generale bosniece din 2014, a candidat la Președinția Bosniei și Herțegovinei din partea coalițiiei SNSD-DNS-SPRS. A pierdut în favoarea candidatului Mladen Ivanić (PDP) și a fost numită din nou Prim-Ministru în al 15-lea Guvern al Republika Srpska.
Este căsătorită și are doi fii.